# اناکارا (پالاکاد)
اناکارا (پالاکاد) (به انگلیسی: Anakkara (Palakkad)) یک منطقهٔ مسکونی در هند است که در کرالا واقع شده‌است.